# 松山東雲短期大学
松山東雲短期大学（まつやましののめたんきだいがく、英語: Matsuyama Shinonome Junior College）は、愛媛県松山市桑原三丁目2番1号に本部を置く日本の私立大学。1886年創立、1964年大学設置。大学の略称はしのたん。

## 概観

### 大学全体
- 松山東雲短期大学は、愛媛県松山市内にある日本の私立短期大学。学校法人松山東雲学園により1964年に設置された。学科は最大で5学科を擁していた時期もあったが、再編により現在は３学科となっている。

### 建学の精神（校訓・理念・学是）
- 松山東雲短期大学における建学の精神は「信仰・希望・愛」となっている。

### 教育および研究
- 一般教育科目に「キリスト教学」がある。
- アメリカ・オーストラリア・ニュージーランドでの語学および異文化研修が行われている。

### 学風および特色
- 松山東雲短期大学はキリスト教精神に基づいた教育が行われている女子短大で、クリスマスチャペルなどの宗教行事が行われているところに特色がある。
- 現在でも、女子を対象とした短大となっている。
- 厚生労働省から若年者就職基礎能力修得支援事業の認定を受けている。
- 短大では珍しい「託児サービス」がある。

## 沿革
- 1886年 - 二宮邦次郎により松山女学校が創設される。
- 1932年 - 松山東雲高等女学校に改組される。
- 1952年 - 松山東雲カレッジが創設される。
- 1957年 - 松山東雲栄養学院を併設する。
- 1964年 - 松山東雲短期大学開学。食物科を置く。
- 1966年 - 学科を増設する。（家政科[1]・英文科[2]・保育科[2]）
- 1984年 - 秘書科を増設する。
- 1987年 - 学科を改組する。
  - 生活科学科
    - 生活文化専攻（旧・家政科）: 1999年 生活文化学科に改組
    - 食物栄養専攻（旧・食物科）
    - 生活環境専攻（新設）: 後に生活デザイン専攻に改組
- 2002年 - 専攻科福祉専攻を設置する。
- 2009年　 専攻科福祉専攻を廃止。
- 2011年 - 生活科学科生活デザイン専攻を廃止。
- 2014年 - 秘書科を現代ビジネス学科に名称変更。
- 2017年 - 生活科学科食物栄養専攻を食物栄養学科に名称変更。

## 基礎データ

### 所在地
- 本部キャンパス（愛媛県松山市桑原三丁目2番1号）

### 交通アクセス
- JR予讃線松山駅から伊予鉄バス10番線の便がある。

## 教育および研究

### 組織

#### 学科
- 保育科
- 現代ビジネス学科
- 食物栄養学科

##### 学科の変遷
- 食物科→生活科学科食物栄養専攻→食物栄養学科
- 家政科→生活科学科生活文化専攻→生活文化学科→生活科学科生活福祉専攻
  - 生活科学科生活環境専攻→生活デザイン専攻
- 英文科: 募集は1998年度まで
- 秘書科→現代ビジネス学科

#### 専攻科
- なし

#### 過去にあった専攻科
- 福祉専攻：2009年廃止。

#### 別科
- なし

##### 取得資格について
資格
- 栄養士資格: 食物栄養学科
- 保育士資格: 保育科
- 介護福祉士資格:かつての生活科学科生活福祉専攻・福祉専攻科にて取得できた。

教職課程
- 栄養教諭二種免許状: 食物栄養学科
- 幼稚園教諭二種免許状: 保育科
- かつて中学校教諭二種免許状（1998年度入学生まで）も設置されていた。
  - 家庭: かつての生活科学科生活環境専攻にて設置されていた。
  - 英語: かつての英文科にて設置されていた。

#### 附属機関
- 図書館
- 国際交流センター
- ボランティアセンター
- 生涯学習エクステンションセンター

## 学生生活

### 部活動・クラブ活動・サークル活動
- 松山東雲短期大学のクラブ活動
  - 体育系: 弓道・ソフトテニス・サッカー・水泳・ソフトボール・ダンス・バスケットボール・バドミントン・バレーボール・スキー・卓球・柔道・少林寺拳法ほか
  - 文化系: ESS・華道・コーラス・邦楽・茶道・写真・吹奏楽・フォークソング・文芸・漫画・ユースホステル・囲碁ほか

### 学園祭
- 松山東雲短期大学の学園祭は「東雲祭」と呼ばれ、例年概ね11月に行われている。2008年度は、タレントの二宮優樹が訪問している。

### スポーツ
- ソフトテニスが、「第57回四国地区大学総合体育大会」で団体優勝した実績をもつ。
- バレーボールが、「四国大学バレーボール春季リーグ戦大会」で2部3位の実績をもつ。
- 少林寺拳法が、「第57回四国地区大学総合体育大会」にて単独演武最優秀の実績をもつ。

## 大学関係者と組織

### 大学関係者組織
- 松山東雲短期大学には、「松山東雲学園同窓会」組織がある。

### 大学関係者一覧

#### 主な出身著名人
- 越智志帆 (Superfly) - 歌手
- 森恵 - シンガーソングライター

## 施設

### キャンパス
- A館
- B館
- D館: 1Fにカフェテリアがある。1,500人収容のチャペルがある。
- E館
- 愛真館: 1Fに図書館がある（所蔵数はおよそ190,000冊）
- 本館北
- 本館南

## 対外関係

### 他大学との協定

#### 日本
- 放送大学[3]

#### アメリカ
- メアリービル大学
- カリフォルニア州立大学

#### カナダ
- ダグラス大学

#### ニュージーランド
- クライストチャーチ大学

#### オーストラリア
- ロイヤルメルボルン工科大学
- クイーンズランド工科大学

### 系列校
- 松山東雲女子大学
- 松山東雲中学校・高等学校

## 社会との関わり
- 1991年度より生涯学習として、学園の教育、研究活動の成果を社会に開放すべく松山東雲オープンカレッジを開設している。
- 松山市ひろば型地域子育て支援事業の委託を受け、桑原キャンパス内にしののめ広場「たんぽぽ」を開設している。

### 卒業後の進路について

#### 就職について
- 全学科を含めて、コーエキ・大和システム・竹中工務店・ヤマキ・日本食研・西野金陵・ルナ物産・一六本舗・六時屋・ハタダ・桜井・大日本印刷・ダイソー・山本製作所・フジワラ化学・タカラスタンダード・四国溶材・愛媛製紙・今治造船・中川製袋化工・住友林業クレスト・いうら・ホーム設備・あいテレビ・アイ・シー・エス・大王海運・西濃運輸・伊予鉄道・日本通運・新来島どっく・村上産業・カネボウ化粧品・日本フード・伊予石材・三和鋼管・YKK AP・トヨタ部品四国共販・マツダ・ボーダフォン 日本法人（現: ソフトバンクモバイル）・メディック・マインド ウインド・ダンロップスポーツ・いすゞ自動車四国・旭食品・サークルKサンクス・シダックス・ジャヴァグループ・デンソー四国・福助・カナックス・ブックオフコーポレーション・アガスト・マツモト・伊予鉄髙島屋・魚国総本社・三越・松山丸三・オトフジ・吉田石油店・国際コンピューター・四国スバル・シンセイフードサービス・ネッツトヨタ愛媛・ホシザキ電機・ニトリ・伊予銀行・愛媛銀行・愛媛信用金庫・高知信用金庫・香川銀行・岡三証券・三菱UFJ証券・ニッセイ同和損害保険・東京海上日動火災保険・トミナガ不動産商事・大洋開発・全日空ホテルズ・愛媛綜合警備保障・クロスサービス・ヤマト運輸・非破壊検査・毛髪クリニックリーブ21などがある。
- 保育科では、在学時に取得した資格・免許を活かして保育所や幼稚園への就職者が多い傾向にある。
- 生活科学科食物栄養専攻では、在学時に取得した資格・免許を活かして給食・食品関連企業や学校給食・各種社会福祉施設などに就職している人が多い傾向にある。

#### 編入学・進学実績
- 併設の松山東雲女子大学ほか以下の実績があげられる。
- 生活科学科
  - 食物栄養専攻: 和洋女子大学・大阪樟蔭女子大学ほか
  - 生活デザイン専攻: 琉球大学・桃山学院大学・徳島文理大学ほか
- 生活文化学科: 大阪経済大学ほか
- 保育科: 聖徳大学・日本福祉大学・佛教大学ほか
- 秘書科: 香川大学・愛媛大学・同志社女子大学・松山大学ほか
- 英文科: 熊本大学・梅花女子大学・聖トマス大学・比治山大学ほか

## 附属学校
- 松山東雲短期大学附属幼稚園

## 短期大学関連書物
- 『松山東雲短期大学の歩み-松山東雲学園創立九十周年記念-』（松山東雲学園創立九十年誌編集委員会。1976年）
- 『松山東雲短期大学研究論集』シリーズ[4]